# 毛利就将
毛利 就将（もうり なりまさ、延享3年7月27日（1746年9月12日） - 寛政9年7月16日（1797年8月8日））は、長州藩一門家老である吉敷毛利家の7代当主。
父は毛利元直。母は毛利広規の娘。正室は右田毛利広定の娘。子に毛利包詮、細川義弘（長府藩家老）。養子に毛利就兼。幼名は虎槌。通称は伊豆。

## 生涯
延享3年（1746年）、一門家老毛利元直の長男として生まれる。宝暦3年（1753年）、父の死去により家督を相続する。宝暦10年（1760年）、藩主世子に岩之允（毛利治親）が定められた際に、反対派の一門家老宍戸広周、毛利元連が処罰され、就将も同心との嫌疑を受けて家老の出頭を求められる。宝暦13年（1763年）、開作（干拓）による加増で知行1万855石となる。安永2年（1773年）、隠居して家督を養子の就兼に譲る。寛政9年（1797年）7月16日没。享年52。